# آني جاي
آني جاي (بالفرنسية: Annie Jay)‏ هي كاتِبة وكاتبة للأطفال فرنسية، ولدت في 19 يوليو 1957 في الجزائر في الجزائر.

## وصلات خارجية
- الموقع الرسمي